# Maurilia semifuscata
Maurilia semifuscata är en fjärilsart som beskrevs av Embrik Strand 1915. Maurilia semifuscata ingår i släktet Maurilia och familjen trågspinnare. Inga underarter finns listade i Catalogue of Life.